# 多林·马泰乌茨
多林·马泰乌茨（羅馬尼亞語：Dorin Mateuț，1965年8月2日—），罗马尼亚男子足球运动员，司职中场。他曾代表罗马尼亚国家队参加1990年国际足联世界杯，结果队伍止步十六强。